# 10月27日
10月27日是阳历一年中的第300天（闰年第301天），离全年的结束还有65天。

## 大事记

### 19世纪以前
- 312年：听闻君士坦丁大帝曾看到著名的十字架。
- 710年：撒拉森人入侵位在義大利半島西側第勒尼安海上的薩丁尼亞島.
- 939年：威塞克斯王國及英格蘭王國國王埃塞爾斯坦去世，由同父異母兄弟愛德蒙一世繼承王位。
- 1275年：在有關免除阿姆斯特爾河大壩通行費的文件中，第一次提到「阿姆斯特丹」的名稱。
- 1524年：意大利战争：法国军队围攻帕维亚。
- 1553年：阿拉貢王國醫學家、神學家米格爾·塞爾韋特因為反對三位一體論，在瑞士日內瓦遭日內瓦理事會以異端的名義施以火刑处死。
- 1644年：英国内战：第二次纽伯里战役开始。
- 1682年：費城建城。

### 19世紀
- 1806年：拿破崙戰爭：法蘭西帝國军队占领普魯士王國首都柏林。
- 1807年：拿破仑战争：法蘭西帝國和西班牙联军占领葡萄牙王國，布拉干薩王朝遷都到南美洲的殖民地巴西。
- 1810年：美国吞并西佛羅里達共和國。
- 1870年：普法战争：14万法军在梅斯向普魯士投降。

### 20世紀
- 1904年：美國紐約地鐵第一條地下路線段落正式開通，連接紐約市政廳到哈林區。
- 1910年：中国清朝政府与美國摩根财团在北京签订《美国借款草合同》，借款五千万美元。
- 1917年：美军进入一战前线。
- 1917年：法國陸軍在拉馬爾邁松戰役大勝德意志帝國陸軍，這是第一次世界大戰中火炮強度最高的戰役。
- 1924年：乌兹别克苏维埃社会主义共和国成為“烏茲別克自治蘇維埃社會主義共和國”並且加入俄羅斯蘇維埃聯邦社會主義共和國。
- 1930年：伦敦海军条约生效，英国、美国、日本、意大利及法国限制各自海军军备。
- 1930年：臺灣賽德克族頭目莫那·魯道聯合各個部落在霧社公學校等地襲擊日本人，為日治時期臺灣最後一次武裝抗日事件。
- 1934年：日本蓄意挑起张北事件。
- 1937年：在大日本帝國的扶持下蒙古联盟自治政府於歸綏（今內蒙古自治區呼和浩特市）成立，雲端旺楚克成為首任政府主席並定厚和豪特（今呼和浩特市）為首都。
- 1937年：中国八百壮士坚守四行仓库。
- 1938年：日军对国民革命军进行毒气战。
- 1940年：查理·卓别林諷刺納粹主義和阿道夫·希特勒的電影《大獨裁者》上映,並在片尾公然要求在政治上對抗法西斯主義。
- 1944年：第二次世界大战：纳粹德国军队占领捷克斯洛伐克反抗势力的重要城镇班斯卡-比斯特里察。
- 1947年：國民政府与美国签订《中美救济协定》。
- 1947年：第一次印巴戰爭:印度攻入克什米爾谷並使克什米爾解放軍敗退,克什米爾戰爭爆发。
- 1958年：阿尤布·汗发动不流血政变成功，夺得巴基斯坦政权。
- 1961年：美國國家航空暨太空總署為進入地心軌道研製的農神1號運載火箭首次在卡納維爾角發射升空。
- 1961年：茅利塔尼亞伊斯蘭共和國和蒙古人民共和國加入联合国。
- 1962年：美国空军少校鲁道夫·安德森驾驶U-2侦察机经过古巴上空时被击落，成为古巴导弹危机唯一一个丧命者。
- 1962年：古巴导弹危机中，苏联海军军官瓦西里·阿尔希波夫反对同潜艇上舰长和政委发射核鱼雷的决定，避免了核战争。
- 1966年：中国首次發射导弹核武器試驗成功。
- 1966年：XB-70女武神式轟炸機停止生產並停止試飛。
- 1971年：刚果民主共和国更改国名为扎伊尔共和国。
- 1984年：苏联貝加爾－阿穆爾鐵路通车，用以連接伊爾庫茨克州泰舍特至哈巴羅夫斯克邊疆區蘇維埃港。
- 1986年：英国发生政坛风波，史称“金融大改革”。
- 1988年：拉美八国集团首脑会议通过《乌拉圭宣言》。
- 1989年：苏聯销毁全部中短程导弹。
- 1989年：美國宾夕法尼亚州发生坎普山监狱暴乱。
- 1991年：土庫曼蘇維埃社會主義共和國宣布獨立為土庫曼斯坦共和國。
- 1991年：波兰举行多党制自由选举。
- 1993年：香港荃灣眾安街地下煤氣管爆炸。
- 1995年：意大利前总理貝蒂諾·克拉克西等政要被判刑。
- 1995年：韩国总统卢泰愚承认收受秘密资金。
- 1997年：中华人民共和国政府在联合国总部签署《经济、社会及文化权利国际公约》，并向联合国递交一份照会，宣布台湾当局于1967年10月5日盗用中国名义对该公约的签署是非法和无效的。
- 1997年：50年前好莱坞黑名單被平反。
- 1998年：格哈特·施若德領導的德國社會民主黨-聯盟90/綠黨聯盟贏得聯邦大選,格哈特·施若德成为德国总理。
- 2000年：江泽民怒斥香港记者张宝华，成為流行文化現象「膜蛤」的起源。

### 21世紀
- 2005年：法國巴黎市郊非洲少數族裔青年騷亂。
- 2006年：中国工商银行在上交所和港交所同步上市，此次上市是全球有史以来最大的首次公开招股。
- 2015年：时任马来西亚首相纳吉·阿都拉萨入禀高庭起诉发表一个马来西亚发展有限公司丑闻（1MDB）相关言论的马华公会前总会长林良实[1]。（参见：纳吉起诉林良实诽谤案）
- 2017年：在獨立公投後，加泰隆尼亞單方面宣布脫離西班牙獨立建國。西班牙政府指行為違憲，並根據《西班牙憲法》155條接管加泰隆尼亞、凍結自治權。[2]
- 2018年：美国宾夕法尼亚州匹兹堡一所犹太教堂爆发群体枪击案，11人死亡，6人受伤，死者包括4名警察。
- 2018年：英超俱乐部莱斯特城班主维猜·斯里瓦塔那布拉帕因直升机坠毁遇难。
- 2019年：伊斯兰国哈里发阿布·贝克尔·巴格达迪在美军突袭行动中引爆炸弹自杀。
- 2022年：世界首富伊隆·馬斯克以440億美元完成對Twitter公司的收購案，並開除帕拉格·阿格拉瓦爾等主管高層。
- 2023年：中国前国务院总理李克强因突发性心脏病，经抢救无效，于0时10分在上海逝世，享年68岁。
- 2023年：由缅甸民族民主同盟军、若开军及德昂民族解放军组成的缅北联合阵线向缅甸掸邦东北地区的缅甸军政府军队发动“1027行动”。

## 出生
- 921年：周世宗柴荣，五代时期后周皇帝（959年逝世）
- 1335年：朝鮮太祖李成桂，朝鲜王朝开國君主（1408年逝世）
- 1495年：埃爾南多·德·索托，西班牙探險家、征服者（1542年逝世）
- 1678年：皮埃爾·雷蒙·德蒙莫爾，法國數學家（1719年逝世）
- 1731年：拉法耶·蘭帝瓦，瓜地馬拉詩人（1793年逝世）
- 1760年：奥古斯特·奈哈特·冯·格奈森瑙，普鲁士陸軍元帥（1831年逝世）
- 1782年：尼可羅·帕格尼尼，意大利音樂家（1840年逝世）
- 1798年：海因里希·謝爾克，德國數學家（1885年逝世）
- 1811年：艾萨克·辛格，美國發明家、演員（1875年逝世）
- 1838年：亞歷山大·格里格斯，美國蒸汽船船長、政治人物（1903年逝世）
- 1842年：喬瓦尼·喬利蒂，意大利政治家，五次出任首相（1928年逝世）
- 1854年：威廉·亞力山大·史勿夫，英國爵士，基督少年軍的創辦人（1914年逝世）
- 1858年：西奥多·羅斯福，美國政治人物，第26任美國總統（1919年逝世）
- 1886年：邱善佑，檳城殷商、政治家（1964年逝世）
- 1890年：東海林俊成，日本陸軍少將（1974年逝世）
- 1921年：歐德里希·切爾尼克，捷克斯洛伐克政治人物，前任捷克斯洛伐克總理（1994年逝世）
- 1921年：科切里尔·拉曼·纳拉亚南，印度政治人物，前任印度總統（2005年逝世）
- 1923年：罗伊·利希滕斯坦，美國普普藝術家（1997年逝世）
- 1924年：李承仙，中國画家，敦煌艺术研究者常书鴻的夫人（2003年逝世）
- 1925年：沃倫·克里斯托弗，美國律師、外交官（2011年逝世）
- 1926年：H·R·霍爾德曼，美國政治人物、商人，前任白宮幕僚長（1993年逝世）
- 1932年：希薇亞·普拉斯， 美國兒童作家出身的美國天才詩人、小說家及短篇故事作家（1963年逝世）
- 1940年：沙赫娜茲·巴列維，伊朗公主
- 1942年：雅努什·科爾溫-米克，波蘭極右翼政治家
- 1945年：路易斯·伊納西奧·魯拉·達席爾瓦，巴西政治人物，現任巴西總統
- 1946年：，捷克斯洛伐克製片人、導演（2022年逝世）
- 1952年：羅伯托·貝尼尼，意大利導演、演員、剧本作家
- 1952年：法蘭西斯·福山，日裔美國作家、政治經濟學者
- 1954年：謝爾蓋·納雷什金，俄羅斯商人、政治人物，現任對外情報局局長。
- 1957年：蔡明亮，台灣導演
- 1961年：向雲，新加坡女演員
- 1963年：金丸淳一，日本男性聲優
- 1963年：馬拉·梅普爾斯，美國女演員、電視節目主持人，美國總統唐納·川普的前妻
- 1964年：林協忠，台灣配音員
- 1965年：錢忍和，韓國女演員
- 1965年：奥列格·科托夫，俄羅斯太空人
- 1970年：蘇慧倫，台灣女歌手
- 1973年：安德烈·波特諾夫，烏克蘭律師、政治人物、親俄合作者（2025年逝世）
- 1975年：艾倫·洛斯頓，美國登山者
- 1975年：伊利亞斯·托菲斯，加拿大男演員、配音員
- 1976年：陳致遠，台灣中華職棒球員
- 1978年：陳美，新加坡小提琴演奏家
- 1979年：喬治·赫爾米，美國政治人物
- 1981年：韓惠珍，韓國女演員
- 1981年：陳志健，香港男演員
- 1982年：塚本高史，日本演員
- 1982年：蘇來強，香港足球運動員
- 1982年：慕容曉曉，中國流行歌手
- 1982年：愛弓涼，日本AV女優
- 1983年：胡竣傑，台灣藝術家
- 1985年：符曉薇，香港女模特兒、演員
- 1987年：易建聯，中國籃球運動員
- 1987年：青山黛瑪，日本女歌手
- 1988年：長妻樹里，日本女性聲優
- 1989年：蔣方舟，中國青年作家
- 1990年：魚乾，台灣YouTuber
- 1992年：吳家鋒，香港男子田徑運動員
- 1992年：滴妹，台灣知名YouTuber
- 1992年：葉蒨文，香港女演員
- 1992年：池田純矢，日本男演員、聲優、模特兒
- 1992年：斯蒂凡·艾爾·沙拉維，埃及裔意大利足球運動員
- 1993年：吳千語，香港模特兒、電影演員
- 1993年：龍政璇，中國女演員
- 1993年：檜山沙耶，日本氣象預報員
- 1994年：Euna Kim，韓裔美國女藝人
- 1995年：宋昭藝，中國女歌手、舞者
- 1996年：金宇碩，韓國男子偶像團體UP10TION成員
- 1997年：朗佐·鮑爾，美國職業籃球運動員
- 1997年：謝絲·卡達，美國裔英格蘭職業足球運動員
- 1998年：達約特·烏帕梅卡諾，法國職業足球運動員
- 1998年：舒佐特·迪美路夫，烏茲別克職業足球運動員
- 1999年：工藤遙，日本女演員
- 2000年：柊太朗，日本男演員

## 逝世
- 939年：埃塞尔斯坦，首任英格兰国王（894年出生）
- 1140年：覺猷，日本平安時代天台僧（1053年出生）
- 1331年：阿布·菲达，阿拉伯史学家及地方苏丹（1273年出生）
- 1430年：维陶塔斯，立陶宛大公（1392年出生）
- 1439年：阿尔布雷希特二世，匈牙利國王、克羅埃西亞國王（1397年出生）
- 1449年：乌鲁伯格，帖木儿帝国苏丹（1394年出生）
- 1505年：伊凡三世，莫斯科大公（1440年出生）
- 1553年：弥贵尔·塞尔维特，西班牙醫學家及神學家，被加尔文於日内瓦處以火刑（1511年出生）
- 1603年：伊琳娜·戈東諾娃，沙俄皇后（1557年出生）
- 1605年：阿克巴，蒙兀兒帝國皇帝（1542年出生）
- 1816年：山東京傳，日本江戶時代浮世繪畫家、戲作作者（1761年出生）
- 1869年：魯道夫·克納爾，奧地利地質學家、古生物學家、動物學家、魚類學家（1810年出生）
- 1921年：嚴復，中国近代啟蒙思想家、翻譯家（1854年出生）
- 1943年：中野正剛，日本記者、政治人物（1886年出生）
- 1950年：任弼时，中国共产党中央政治局委員，曾任共青團中央總書記（1904年出生）
- 1968年：莉澤·邁特納，奧地利-瑞典原子物理學家（1878年出生）
- 1979年：查爾斯·庫格林，加拿大裔美國牧師（1891年出生）
- 1991年：杜鹏程，中國作家（1922年出生）
- 1996年：水戶部正男，日本歷史學家（1912年出生）
- 1999年：奧斯汀·B·威廉斯，美國甲殼類學家（1919年出生）
- 1999年：谢非，中国政治家，中共中央政治局委員、第九屆全國人民代表大會常務委員會副委員長、前中共广东省委書記（1932年出生）
- 2010年：内斯托尔·基什内尔，阿根廷前任总统（1950年出生）
- 2011年：李福逑，香港政府官員（1922年出生）
- 2013年：盧·里德，美國吉他手（1942年出生）
- 2013年：林亞若，台灣女作家（1982年出生）
- 2015年：松来未佑，日本女性聲優（1977年出生）
- 2016年：三笠宮崇仁親王，日本皇室成员（1915年出生）
- 2018年：维猜·斯里瓦塔那布拉帕，泰国商人，英超俱乐部莱斯特城班主（1958年出生）
- 2019年：郗恩庭，中国男子乒乓球运动员（1946年出生）
- 2019年：阿布·贝克尔·巴格达迪，伊斯兰国哈里发（1971年出生）
- 2020年：高丰文，前中国国家男子足球队主教练（1939年出生）
- 2021年：鲍勃·费里，美國NBA聯盟前職業籃球運動員（1937年出生）
- 2023年：李克强，中华人民共和国国务院前总理（1955年出生）
- 2023年：吴尊友，中国疾病预防控制中心流行病学首席专家。（1963年出生）
- 2023年：肖明亮，佤邦联合党第一副总书记、缅甸佤邦人民政府第一副主席（1948年出生）
- 2024年：石英，台灣男演員。（1942年出生）
- 2024年：李麗麗，香港女演員。（1950年出生）

## 节假日和习俗
- 国际黑貓日（2010年開始）
- 国际職能治療師節（1917年起定為OT日）
- 世界音像遺產日（英语：World Day for Audiovisual Heritage）
- 希腊：国旗日
- 日本：阅读週（讀書週間）第一天（－11月9日）
- 斯洛伐克：切尔诺娃惨剧纪念日
- 美国：海军节
- ：独立日
- ：独立日
- 乌克兰：文字及語言日